# Turnera amazonica
Turnera amazonica är en passionsblomsväxtart som beskrevs av Arbo. Turnera amazonica ingår i släktet Turnera och familjen passionsblomsväxter. Inga underarter finns listade i Catalogue of Life.